# 幾何学様式
幾何学様式（きかがくようしき）は古代ギリシアの陶芸で幾何学模様を多用した壷絵の様式であり、暗黒時代後期の紀元前900年から紀元前700年にかけてのギリシア美術史上の時代区分である。その中心地はアテナイで、エーゲ海の島々との交易によって各地に広まった。

## 幾何学様式時代の陶芸

### 原幾何学様式時代
原幾何学様式時代（紀元前1050年 - 紀元前900年）の陶器の形状はそれまでの自然主義的で流れるようなミケーネ様式とは異なり、厳密で単純な形状となり、表面を水平な装飾帯に分け、そこに同心円や半円などの幾何学模様をカリパスで彫り込んで描いていた。

### 幾何学様式時代前期
幾何学様式前期（紀元前900年 - 紀元前850年）になると、陶器の背が高くなっていき、装飾は陶器の首から胴体の真ん中あたりまでに限って施されていた。下の部分は薄い粘土層で覆われていて、調理のために火にかけ続けると色が黒くなって金属光沢を帯びるようになっていた。幾何学様式を代表する模様であるギリシア雷文が装飾に用いられるようになったのは、この時期である。

### 幾何学様式時代中期
幾何学様式中期（紀元前850年 - 紀元前760年）には、縞模様をつけることで装飾帯の幅が広くなっていき、ギリシア雷文が模様として最も多用されるようになり、特に取っ手の間に配置されたメトープと呼ばれる重要な部分を占めることが多くなった。

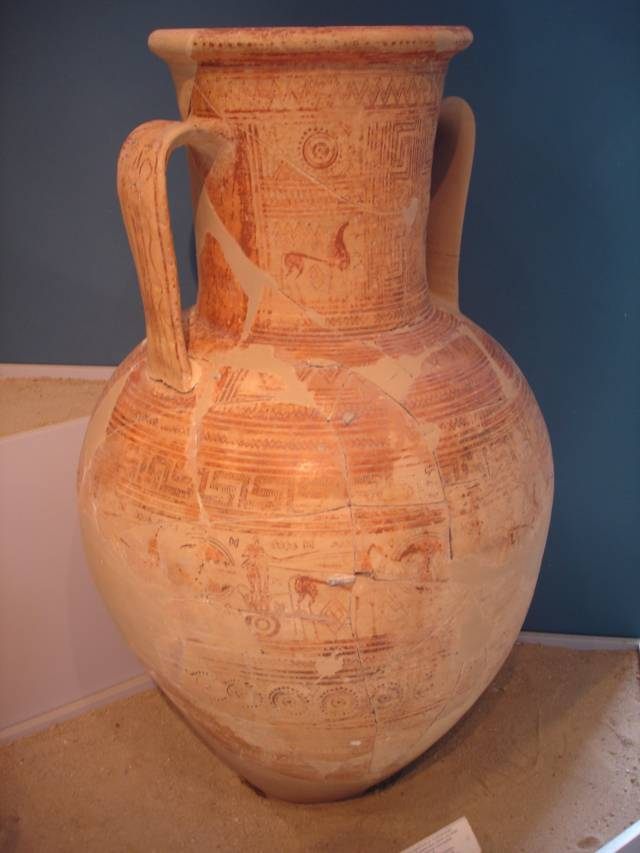
幾何学模様のある紀元前8世紀ごろのアンフォラ（エレウシス考古学博物館）

### 幾何学様式時代後期
幾何学様式中期の技法は紀元前8世紀に入っても使われ続けたが、いくつかの工房ではさらに装飾を増やし、首と下部に動物を描き、中間の主要部分に人間を描くようになった。これが幾何学様式後期（紀元前760年 - 紀元前700年）の始まりであり、アテナイのディピュロンでは墓の記念碑として大型の陶器を置く風習が生まれた。その大きさ（高さ1.5メートルほど）と完璧な仕上がりから、ギリシア幾何学様式の最高到達点とされている。
それらの主題は、台に横たえられた遺体と死を悼む人々（アテネ国立考古学博物館のアンフォラなど）、名誉の戦車競走と共に墓地に運ばれる遺体（アテネ国立考古学博物館のクラテールなど）、ホメーロスの叙事詩から題材をとった同様の主題が主となっていた。
人間や動物は暗い光沢色で幾何学的に描かれ、それ以外の部分はギリシア雷文、うねうねとした曲線、円、卍などの模様で覆われていた。その後、葬儀の光景を描くことが減っていき、構成や幾何学模様の配置がより自由になり、動物や鳥、難船、狩猟を描いたり、神話や叙事詩の場面を描くようになり、幾何学様式がより自然主義的な表現へと進化することになっていく。
幾何学様式後期の特徴的な例として、陶工アリストノソス（Aristnothos、アリストノポス (Aristnophos) とも）の現存する最古の署名入りの陶器がある（紀元前7世紀）。イタリアのチェルヴェーテリで見つかったもので、オデュッセウスが仲間と共にポリュペーモスの眼をつぶす場面を描いている。紀元前8世紀中ごろ以降、ギリシアと東方の接触がより密接になったことから、ライオン、ヒョウ、想像上の生物、ローゼット模様、唐草模様、ハスの花といった新たな意匠が陶器の絵にも導入され、陶芸の質を向上させた。このことによりコリントスにおいて東方化様式が誕生することになった。

## 幾何学模様

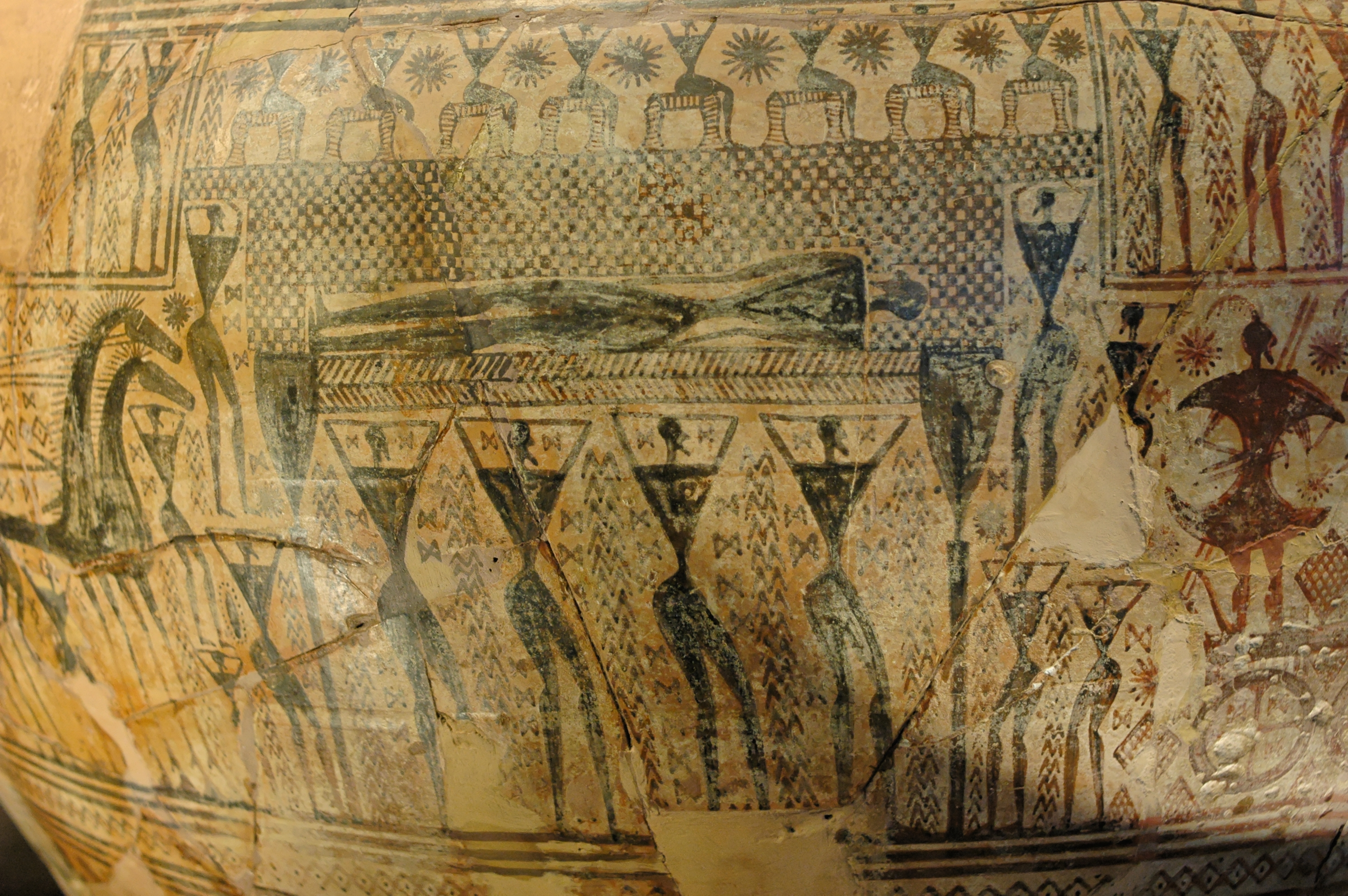
ディピュロンの陶器

幾何学様式の陶器は、その表面をいくつかの水平な帯に分けていることを特徴とする。その帯ごとにシグザグ線、三角形、ギリシア雷文、卍などの幾何学模様を描いている。幾何学模様と同時に人間や動物を様式化して描くようになった点がそれ以前の原幾何学様式と異なる。この時代の現存する陶器の多くは葬儀用で、特に貴族の墓の墓標として機能したアンフォラが重要である。中でもディピュロン・マスター (en) と呼ばれる絵付師の手によるディピュロンのアンフォラが有名である。
この時代の模様の基本は直線的なデザインである。ギリシア雷文は水平な帯状に描かれることが多く、主題に装飾を加える役目を果たしていた。アンフォラやレキュトスで絵が描かれたのは主に首と胴体の部分で、単に装飾を描きやすいというだけでなく、陶器の背の高さを強調する役目もあった。

## 人物像の描かれ方
人物像が描かれ始めたのは紀元前770年ごろのことである。男性は逆三角形の胴体に鼻と思われる突起のついた卵形の頭で、腿やふくらはぎは棒のように描かれている。女性も同様に抽象的に描かれている。女性の長い髪は一連の線で描かれ、胸は腋の下のふくらみで表されている。